# Juan Peinipil
Juan Ignacio Peinipil (Puerto Madryn, 15 gennaio 2002) è un calciatore argentino, attaccante del Dep. Madryn.

## Caratteristiche tecniche
È un centravanti.

## Carriera
Peinipil è cresciuto nel settore giovanile dell'Arsenal Sarandí, con cui ha debuttato il 19 settembre 2022 nell'incontro di Primera División vinto 3-0 contro l'Aldosivi. Il 19 gennaio 2023 ha firmato il suo primo contratto professionistico con il club argentino.

## Statistiche

### Presenze e reti nei club
Statistiche aggiornate al 14 aprile 2024.
| Stagione        | Squadra         | Campionato      | Campionato | Campionato | Coppe nazionali | Coppe nazionali | Coppe nazionali | Coppe continentali | Coppe continentali | Coppe continentali | Altre coppe | Altre coppe | Altre coppe | Totale | Totale | Totale |
| Stagione        | Squadra         | Comp            | Pres       | Reti       | Comp            | Pres            | Reti            | Comp               | Pres               | Reti               | Comp        | Pres        | Reti        | Pres   | Reti   |        |
| --------------- | --------------- | --------------- | ---------- | ---------- | --------------- | --------------- | --------------- | ------------------ | ------------------ | ------------------ | ----------- | ----------- | ----------- | ------ | ------ | ------ |
| 2022            | Arsenal Sarandí | PD              | 4          | 0          | CA+CdL          | 0               | 0               |                    | -                  | -                  |             | -           | -           | 4      | 0      |        |
| 2023            | Arsenal Sarandí | PD              | 9          | 0          | CA+CdL          | 1+8             | 0               |                    | -                  | -                  |             | -           | -           | 18     | 0      |        |
| 2024            | Arsenal Sarandí | PBN             | 5          | 0          | CA              | 0               | 0               |                    | -                  | -                  |             | -           | -           | 5      | 0      |        |
| Totale carriera | Totale carriera | Totale carriera | 18         | 0          |                 | 9               | 0               |                    | -                  | -                  |             | -           | -           | 27     | 0      |        |